# Henry Hammond (cầu thủ bóng đá, sinh năm 1866)
Henry Edward Denison Hammond (26 tháng 11 năm 1866 – 16 tháng 6 năm 1910) là một cầu thủ bóng đá người Anh từng thi đấu ở vị trí hậu vệ phải. Hammond chơi bóng cấp câu lạc bộ cho Oxford University và có 1 lần khoác áo đội tuyển quốc gia năm 1889. Sau khi kết thúc sự nghiệp bóng đá, Hammond trở thành một nhà sử học âm nhạc dân gian.